# صلح جهانی هیچ ربطی به تو نداره
| بررسی جمعی    | بررسی جمعی |
| منبع          | رتبه‌بندی   |
| ------------- | ---------- |
| متاکریتیک     | ۷۰/۱۰۰     |
| بررسی انتقادی |            |
| منبع          | رتبه‌بندی   |
| آل‌میوزیک      | [ ۲ ]      |
| ای‌وی کلاب     | (-C)ا      |
| بیلبورد       | (۷۷/۱۰۰)   |
| گاردین        | [ ۵ ]      |
| موجو          | 4/5 ستاره  |
| ان‌ام‌ئی        | (۹/۱۰)     |
| آبزرور        | [ ۷ ]      |
| پیچفورک مدیا  | (۵٫۹/۱۰)   |
| رولینگ استون  | [ ۹ ]      |
| اسپین         | (۷/۱۰)     |

صلح جهانی هیچ ربطی به تو نداره (به انگلیسی: World Peace Is None of Your Business) دهمین آلبوم استودیویی موریسی است که در ۱۵ ژوئیه ۲۰۱۴ منتشر شد. آلبوم بوسیلهٔ جو چیشرلی تهیه، و توسط هاروست رکوردز به بازار عرضه شد.
این آلبوم در جدول‌های دانمارک، بریتانیا، فلاندرز، آلمان، ایرلند جزو ده آلبوم اول قرار گرفت.

## فهرست ترانه‌ها
متن همهٔ ترانه‌ها توسط موریسی نوشته شده‌است.
| شماره      | نام                              | آهنگساز      | عنوان اصلی                           | مدت   |
| ---------- | -------------------------------- | ------------ | ------------------------------------ | ----- |
| ۱.         | «صلح جهانی هیچ ربطی به تو نداره» | باز بورر     | World Peace Is None of Your Business | ۴:۲۱  |
| ۲.         | «نیل کسیدی افتاد و مُرد»          | گستاوو منذور | Neal Cassady Drops Dead              | ۴:۰۲  |
| ۳.         | «من مرد نیستم»                   | جسی توبایس   | I'm Not a Man                        | ۷:۵۰  |
| ۴.         | «استانبول»                       | بورر         | Istanbul                             | ۴:۴۰  |
| ۵.         | «زمین تنهاترین سیاره‌اس»          | منذور        | Earth Is the Loneliest Planet        | ۳:۳۸  |
| ۶.         | «راه‌پلهٔ توی دانشگاه»             | بورر         | Staircase at the University          | ۵:۳۰  |
| ۷.         | «گاوباز می‌میره»                  | توبایس       | The Bullfighter Dies                 | ۲:۰۵  |
| ۸.         | «منو زیاد ببوس»                  | توبایس       | Kiss Me a Lot                        | ۴:۰۳  |
| ۹.         | «لبخندزن با چاقو»                | توبایس       | Smiler with Knife                    | ۵:۱۳  |
| ۱۰.        | «عروس رو از راهرو پرت کن پایین»  | توبایس       | Kick the Bride Down the Aisle        | ۵:۱۸  |
| ۱۱.        | «زندان مونت‌جوی»                  | بورر         | Mountjoy                             | ۵:۰۸  |
| ۱۲.        | «کُنسرتوی اُبو»                    | بورر         | Oboe Concerto                        | ۴:۰۷  |
| مجموع مدت: | مجموع مدت:                       | مجموع مدت:   | مجموع مدت:                           | ۵۴:۳۵ |

| ترانه‌های جایزهٔ نسخهٔ لوکس | ترانه‌های جایزهٔ نسخهٔ لوکس | ترانه‌های جایزهٔ نسخهٔ لوکس | ترانه‌های جایزهٔ نسخهٔ لوکس | ترانه‌های جایزهٔ نسخهٔ لوکس |
| شماره                    | نام                      | آهنگساز                  | عنوان اصلی               | مدت                      |
| ------------------------ | ------------------------ | ------------------------ | ------------------------ | ------------------------ |
| ۱۳.                      | «اسکاندیناوی»            | بورر                     | Scandinavia              | ۳:۳۴                     |
| ۱۴.                      | «یکی از یارهای خودمون»   | منذور                    | One of Our Own           | ۳:۳۳                     |
| ۱۵.                      | «رودخونه رو با خودت ببر» | بورر                     | Drag the River           | ۴:۴۰                     |
| ۱۶.                      | «از گناه یه نفر بگذر»    | توبایس                   | Forgive Someone          | ۳:۱۰                     |
| ۱۷.                      | «جولی در میان علف‌زارها»  | بورر                     | Julie in the Weeds       | ۳:۵۹                     |
| ۱۸.                      | «عُشاقِ هنر»               | بورر                     | Art-Hounds               | ۵:۰۶                     |